# Леки крайцери тип „Ерзац Зента“
Ерзац Зента (на немски: Ersatz-Zenta) са тип леки крайцери планирани за приемане на въоръжение в Австро-унгарския флот. Явяват се развитие на крайцерите от типа „Адмирал Шпаун“ и „Новара“, ознаменувайки прехода от бързоходния флотски „скаута“ към по-добре въоръжения и балансиран лек крайцер. Всичко за периода 1914 – 1917 г. са планирани за построяване 3 кораба от дадения тип, но във връзка с началото нам Първата световна война залагането им е отложено, като така и не се състои впоследствие.

## История на проектирането
Преди Първата световна война в Австро-Унгария са проектирани и построени 4 леки крайцери от типовете „Адмирал Шпаун“ (SMS Admiral Spaun) и „Новара“. Към момента на своята поява те са едни от най-добрите кораби в своя клас. Въпреки това развитието на военноморската техника поставя като належащ проблем създаването на по-мощни и балансирани кораба.
Построяването на 3 нови леки крайцера е одобрена на 28 май 1914 г. съгласно същият бюджет, който предполага строителството на линейните кораби от типа „Ерзац Монарх“ („Усъвършенстван Тегетгоф“). Своите проекти представят конструкторите Питцингер, Морин и Фиала. Избора пада на проекта на Фиала, но началото на войната води до отлагане на планираното залагане на първия и последващите кораби от серията.
През декември 1915 г., след влизането във войната на Италия, австро-унгарското военноморско командване разработва ред нови изисквания към крайцерите, продиктувани от опита през първата година на бойните действия. Особеностите на Адриатическия театра диктуват необходимостта от бързоходни, и в същото време силно въоръжени крайцери с артилерия калибър от 190 и 150 mm, зенитни оръдия и добра поясна защита. Обаче в условията на военното време (в т. ч. и по причина на мобилизирането на голям брой от висококвалифицираните работници на корабостроителниците на фронта) австро-унгарската промишленост не успява да осигури изпълнението на всички корабостроителни програми, в резултат на което нито един крайцер от този тип не е заложен на стапела.

## Списък на корабите от типа[1]
| Име                  | Име по време на построяването | Корабостроителница | Заложен    | Спуск на вода | Приемане на въоръжение | Изваждане от състава на флота/гибел | Съдба        |
| -------------------- | ----------------------------- | ------------------ | ---------- | ------------- | ---------------------- | ----------------------------------- | ------------ |
| име не е присвоявано | Kreuzer K, Ersatz Aspern      | -                  | 1 юли 1914 | -             | 31 декември 1916       | -                                   | Не е заложен |
| име не е присвоявано | Kreuzer L, Ersatz Szigetvár   | -                  | 1 юли 1915 | -             | 31 декември 1917       | -                                   | Не е заложен |
| име не е присвоявано | Kreuzer M, Ersatz Zenta       | -                  | 1 юли 1915 | -             | 31 декември 1917       | -                                   | Не е заложен |

## Коментари
1. ↑  Няма информация за точния брой котли.
2. ↑  (на немски: Kaiserliche und Königliche Kriegsmarine (Императорски и Кралски военноморски сили) или съкратено – на немски: K.u.K. Kriegsmarine)
3. ↑  Префиксът „SMS“ е от на немски: Seiner Majestat Schiff (Кораб на Негово Величество).
4. ↑  Планирана дата на залагане съгласно секретно разписание от 12 януари 1914 г.
5. ↑  Планирана дата на завършване на строителството съгласно секретно разписание от 12 януари 1914 г.